# Chương trình vũ khí hạt nhân của Nhật Bản
Chương trình vũ khí hạt nhân của Nhật Bản diễn ra trong Chiến tranh thế giới thứ 2. Giống như chương trình vũ khí hạt nhân của Đức Quốc xã, quá trình phát triển đã gặp nhiều vấn đề, cuối cùng không tiến tới thành công trước khi Mỹ thả bom nguyên tử Hiroshima và Nagasaki và Phát xít Nhật đầu hàng tháng 8 năm 1945.
Ngày nay, nền năng lượng hạt nhân tại Nhật Bản đã có thể chế tạo vũ khí nguyên tử. Nhưng sự giải giáp và chiếm đóng của Đồng Minh cùng với đó là chiếc ô Hạt nhân của Mỹ đã khiến Nhật đưa ra chính sách không phổ biến vũ khí hạt nhân, nhưng để đối phó với các vụ thử hạt nhân của Bắc Triều tiên, một số chính trị gia và quân đội Nhật đang kêu gọi điều chỉnh điều ước này

## Giai đoạn đầu

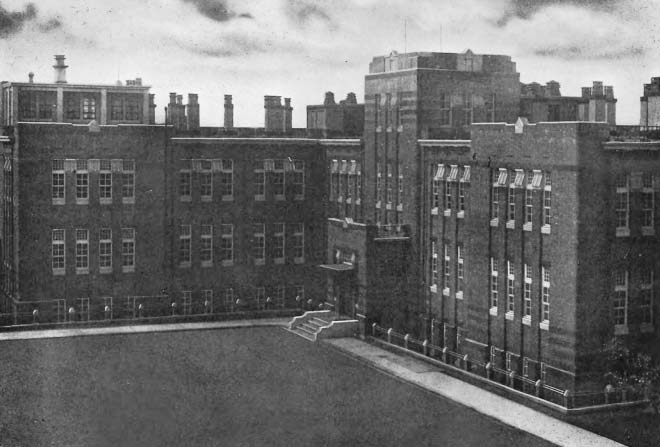
Viện Hóa-Lý RIKEN trong thời kỳ Taisho

Vào năm 1934, học thuyết về vật lý nguyên tử đã được Giáo sư Hikosaka Tadayoshi của trường Đại học Tohoku đưa ra. Hikosaka đã chỉ ra 1 lượng năng lượng lớn chứa trong nguyên tử và có thể tận dụng nó để tạo ra nhà máy điện hoặc bom nguyên tử  Vào tháng 12 năm 1938, nhà hóa học người Đức Otto Hahn và Fritz Strassmann gửi bản viết tay tới tờ tạp chí Naturwissenschaften nhằm báo cáo họ đã tạo ra nguyên tố bari sau khi tiến hành bắn phá nguyên tử uranium bằng Neutron; đồng thời, họ cũng trao đổi kết quả với Lise Meitner. Meitner, và người cháu Otto Robert Frisch, giải thích những kết quả này chính là sự Phản ứng dây chuyền hạt nhân và Frisch đã xác thực lại thí nghiệm vào ngày 12 tháng 1 năm 1939. Các nhà vật lý ngay lập tức nhận ra rằng phản ứng dây chuyền hạt nhân có thể được tạo ra và lưu ý chính phủ về khả năng phát triển vũ khí hạt nhân.

## Chiến tranh thế giới thứ hai

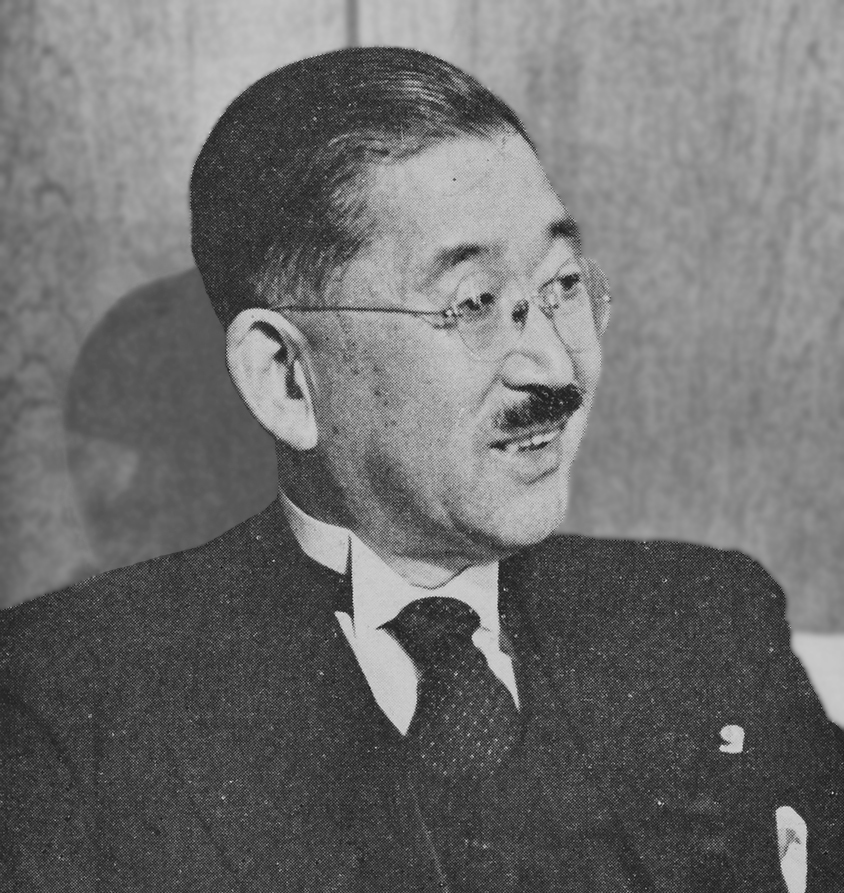
Giám đốc đời thứ ba của RIKEN Institute Masatoshi Okochi đăng bài báo cáo "Sự khả thi của việc sản xuất bom nguyên tử" vào tháng 5 năm 1941.

Người đi đầu trong chương trình phát triển vũ khí hạt nhân là tiến sĩ Yoshio Nishina, bạn đồng niên của Albert Einstein và là bạn của Niels Bohr. Nishina là đồng tác giả công thức Klein–Nishina. Nishina đã lập ra Phòng thí nghiệm phát triển hạt nhân để nghiên cứu Vật lý hạt vào năm 1931 ở Viện nghiên cứu Riken (Viện nghiên cứ về Vật Lý- Hóa học), viện này được thành lập năm 1917 tại Tokyo nhằm nghiên cứu các vấn đề khoa học cơ bản. Nishina đã xây dựng một cyclotron đầu tiên của ông có đường kính 660mm vào năm 1936, và một chiếc khác có đường kính 1500mm, nặng 220 tấn vào năm 1937. Năm 1938, người Nhật cũng mua một máy cyclotron từ đại học California tại Berkeley

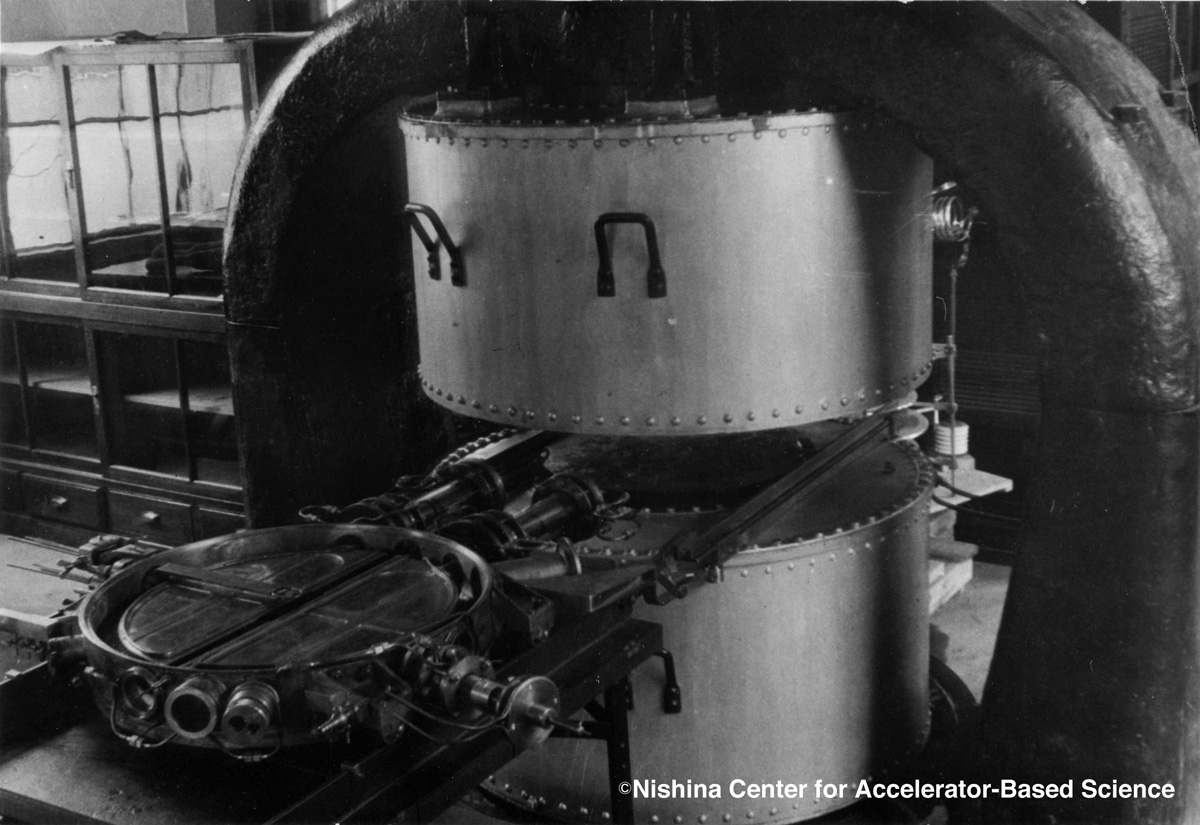
Tiến sĩ Yoshio Nishina đã hoàn thiện cyclotron này vào năm 1937, Cycotron đầu tiên ngoài nước Mỹ (và cũng là thứ 2 trên thế giới).

Năm 1939, Nishina đã nhận ra tiềm năng về quân sự của phản ứng phân hạch, và lo ngại rằng người Mỹ sẽ dùng vũ khí nguyên tử để chống lại Nhật Bản. Quả thực, vào năm 1939, tổng thống Franklin D. Roosevelt đã ra lệnh phát triển vũ khí hạt nhân, từ đó đưa đến dự án Manhattan, và chính phòng thí nghiệm đã cung cấp Cyclotron cho Nhật đã đóng vai trò chính trong nghiên cứu vũ khí.